# Буреполом
Буреполом — посёлок в Тоншаевском районе Нижегородской области.

## География
Расположен на крайнем северо-востоке области, на правом берегу Пижмы и её притока Юрики в 32 км к северо-востоку от районного центра посёлка Тоншаево. Рядом с посёлком находится платформа Буреполом на железнодорожной линии Нижний Новгород — Котельнич.

## История
Упоминается с 1819 года как деревня Одошнур. В 1926 году был открыт Ветлужский участок по лесоразработкам Лианозовско-Крюковской фабрично-заводской колонии. В 1946 году была открыта железнодорожная станция Буреполом, участок получает статус исправительно-трудового лагеря. Специализация прежняя — лесозаготовки и деревообработка. Численность заключённых на 1947 год — 7930 человек. С 2004 по 2020 год административный центр Одошнурского сельсовета.

## Инфраструктура
Посёлок является начальным пунктом Буреполомской узкоколейной железной дороги.

## Население
| 2002 | 2010  |
| ---- | ----- |
| 2742 | ↗3233 |

Национальный состав: русские — 94 % (2002 г.).